# Norman Alden
Norman Alden (Fort Worth, 13 settembre 1924 – Los Angeles, 27 luglio 2012) è stato un attore statunitense.

## Biografia
Norman Alden ha interpretato numerosi ruoli al cinema e in televisione sin dalla sua prima apparizione in The 20th Century Fox Hour, serie televisiva di fine anni cinquanta, per una carriera che è durata quasi 50 anni, fino al 2006, anno della sua ultima apparizione nel film per la televisione Our House.
Nacque a Fort Worth, in Texas. Servì nelle forze armate durante la seconda guerra mondiale e tornò a Fort Worth per frequentare la Texas Christian University (TCU). Qui mise in pratica per la prima volta le sue doti recitative al teatro del campus universitario. Interpretò il personaggio di Leroy Fedder nella serie televisiva Mary Hartman, Mary Hartman del 1970 e Johnny Ringo nella serie western The Life and Legend of Wyatt Earp. Nel 1985 interpretò il personaggio di Lou Caruthers, il barista e proprietario della caffetteria, in Ritorno al futuro. Morì a Los Angeles il 27 luglio 2012 a 87 anni.

## Filmografia

### Attore

#### Cinema
- Accidenti che schianto (Hear Me Good), regia di Don McGuire (1957)
- The Power of the Resurrection, regia di Harold D. Schuster (1958)
- Bersaglio umano ((The Walking Target), regia di Edward L. Cahn (1960)
- I senza paura (Operation Bottleneck), regia di Edward L. Cahn (1961)
- L'erede di Al Capone (Portrait of a Mobster), regia di Joseph Pevney (1961)
- Secret of Deep Harbor, regia di Edward L. Cahn (1961)
- Le folli notti del dottor Jerryll (The Nutty Professor), regia di Jerry Lewis (1963)
- Lo sport preferito dall'uomo (Man's Favorite Sport?), regia di Howard Hawks (1964)
- I due seduttori (Bedtime Story), regia di Ralph Levy (1964)
- Jerry 8¾ (The Patsy), regia di Jerry Lewis (1964)
- Andy, regia di Richard C. Sarafian (1965)
- Linea rossa 7000 (Red Line 7000), regia di Howard Hawks (1965)
- I selvaggi (The Wild Angels), regia di Roger Corman (1966)
- Non c'è posto per i vigliacchi (First to Fight), regia di Christian Nyby (1967)
- Good Times, regia di William Friedkin (1967)
- La tigre in corpo (Chubasco), regia di Allen H. Miner (1967)
- La brigata del diavolo (The Devil's Brigade), regia di Andrew V. McLaglen (1968)
- Fever Heat  (1968)
- La ballata dei tre killers  (1968)
- Listen to the Man (1969)
- Changes  (1969)
- All the Loving Couples  (1969)
- Quel fantastico assalto alla banca (The Great Bank Robbery), regia di Hy Averback (1969)
- Tora! Tora! Tora!, regia di Richard Fleischer (1970)
- Stand Up and Be Counted  (1972)
- Ben, regia di Phil Karlson (1972)
- Dimmi, dove ti fa male?  (1972)
- La bomba di Kansas City (Kansas City Bomber), regia di Jerrold Freedman (1972)
- Tutto quello che avreste voluto sapere sul sesso* *ma non avete mai osato chiedere  (1972)
- Blood, Black and White (1973)
- Hindenburg, regia di Robert Wise (1975)
- I Never Promised You a Rose Garden, regia di Anthony Page (1977)
- Un gioco da duri  (1977)
- Cloud Dancer, regia di Barry Brown (1980)
- L'uomo del confine (Borderline), regia di Jerrold Freedman (1980)
- Victor Victoria, regia di Blake Edwards (1982)
- Ritorno al futuro (Back to the Future), regia di Robert Zemeckis (1985)
- Off the Mark, regia di Bill Berry (1987)
- Essi vivono (They Live), regia di John Carpenter (1988)
- Roller Blade Warriors: Taken by Force  (1989)
- Il ritorno di Brian (Cutting Class), regia di Rospo Pallenberg (1989)
- Ed Wood, regia di Tim Burton (1994)
- Patch Adams, regia di Tom Shadyac  (1998)
- K-PAX - Da un altro mondo (K-PAX), regia di Iain Softley (2001)

#### Televisione
- The Bob Cummings Show – serie TV, 1 episodio (1957)
- The 20th Century-Fox Hour – serie TV, episodio 2x18 (1957)
- Il carissimo Billy (Leave It to Beaver) – serie TV, 1 episodio (1957)
- Corky, il ragazzo del circo (Circus Boy) – serie TV, episodio 2x10 (1957)
- Goodyear Theatre – serie TV, episodio 1x15 (1958)
- Panico (Panic!) – serie TV, episodi 1x07-1x18-2x12 (1957-1958)
- Alcoa Theatre – serie TV, 1 episodio (1958)
- The George Burns and Gracie Allen Show – serie TV, 1 episodio (1958)
- Westinghouse Desilu Playhouse – serie TV, episodio 1x01 (1958)
- Flight – serie TV, 2 episodi (1958)
- The George Burns Show – serie TV, 1 episodio (1958)
- Man with a Camera – serie TV, episodio 1x08 (1958)
- Yancy Derringer – serie TV, 1 episodio (1958)
- Manhunt – serie TV, 1 episodio (1959)
- Pony Express – serie TV, episodio 1x19 (1959)
- Steve Canyon – serie TV, episodio 1x05 (1958)
- The Texan – serie TV, episodio 1x26 (1959)
- Le avventure di Rin Tin Tin (The Adventures of Rin Tin Tin) – serie TV, 3 episodi (1958-1959)
- L'uomo ombra (The Thin Man) – serie TV, episodio 2x24 (1959)
- Perry Mason – serie TV, 1 episodio (1959)
- Richard Diamond (Richard Diamond, Private Detective) – serie TV, 1 episodio (1959)
- Tightrope – serie TV, 1 episodio (1959)
- Mr. Lucky – serie TV, episodi 1x02-1x23 (1959-1960)
- Philip Marlowe – serie TV, episodio 1x16 (1960)
- Gli intoccabili (The Untouchables) – serie TV, 3 episodi (1959-1960)
- Not for Hire – serie TV, 15 episodi (1959-1960)
- Ispettore Dante (Dante) – serie TV, episodio 1x02 (1960)
- Hong Kong – serie TV, episodio 1x11 (1960)
- Bronco – serie TV, 1 episodio (1961)
- The Jack Benny Program – serie TV, 1 episodio (1961)
- The Americans – serie TV, episodio 1x09 (1961)
- Hawaiian Eye – serie TV, episodio 2x29 (1961)
- Le leggendarie imprese di Wyatt Earp (The Life and Legend of Wyatt Earp) – serie TV, 4 episodi (1961)
- The Lawless Years – serie TV, 4 episodi (1959-1961)
- Hennesey – serie TV, 4 episodi  (1959-1962)
- Lawman – serie TV, 1 episodio (1961)
- Corruptors (Target: The Corruptors) – serie TV, episodio 1x02 (1961)
- Lotta senza quartiere (Cain's Hundred) – serie TV, 1 episodio (1961)
- Bonanza – serie TV, 2 episodi  (1960-1961)
- Everglades – serie TV, episodio 1x10 (1961)
- Pete and Gladys – serie TV, episodio 2x15 (1962)
- Ripcord – serie TV, episodio 1x25 (1962)
- The Dick Powell Show – serie TV, episodio 1x25 (1962)
- Indirizzo permanente (77 Sunset Strip) – serie TV, 2 episodi (1962)
- Cheyenne – serie TV, 1 episodio (1962)
- Il dottor Kildare (Dr. Kildare) – serie TV, 1 episodio (1962)
- Ensign O'Toole – serie TV, episodio 1x12 (1962)
- The Rifleman – serie TV, 1 episodio (1962)
- Saints and Sinners – serie TV, 1 episodio (1963)
- Dakota (The Dakotas) – serie TV, episodio 1x18 (1963)
- The Travels of Jaimie McPheeters – serie TV, episodio 1x07 (1963)
- La legge del Far West (Temple Houston) – serie TV, episodio 1x17 (1964)
- Combat! – serie TV, 2 episodi  (1963-1964)
- Mr. Broadway – serie TV, episodio 1x04 (1964)
- The Cara Williams Show – serie TV, 1 episodio (1964)
- Ben Casey – serie TV, episodio 4x25 (1965)
- Il mio amico marziano (My Favorite Martian) – serie TV, 2 episodi (1963-1965)
- La legge di Burke (Burke's Law) – serie TV, episodio 3x12 (1965)
- The Smothers Brothers Show - seri TV, 1 episodio (1966)
- Honey West – serie TV, 2 episodi (1966)
- Batman – serie TV, 2 episodi (1966)
- Corri e scappa Buddy (Run Buddy Run) – serie TV, episodio 1x04 (1966)
- Tre nipoti e un maggiordomo (Family Affair) – serie TV, episodio 1x11 (1966)
- Rango – serie TV, 17 episodi (1967)
- The Andy Griffith Show – serie TV, 2 episodi (1966-1967)
- La grande vallata (The Big Valley) – serie TV, 1 episodio (1967)
- Il grande teatro del West (The Guns of Will Sonnett) – serie TV, 1 episodio (1967)
- Iron Horse – serie TV, episodio 2x15 (1967)
- The Danny Thomas Hour – serie TV, episodio 1x15 (1968)
- Lassie – serie TV, 2 episodi  (1969)
- Bracken's World – serie TV, 1 episodio (1969)
- The Pigeon – film TV (1969)
- To Rome with Love – serie TV, 1 episodio (1969)
- The Doris Day Show – serie TV, 2 episodi (1968-1970)
- Dan August – serie TV, 1 episodio (1970)
- Io e i miei tre figli (My Three Sons) – serie TV, 6 episodi (1970)
- The Psychiatrist – serie TV, 1 episodio (1970)
- Gli eroi di Hogan (Hogan's Heroes) – serie TV, 2 episodi (1965-1971)
- Lo sceriffo del sud (Cade's County) – serie TV, 1 episodio (1971)
- Hawaii squadra cinque zero (Hawaii Five-O) – serie TV, 1 episodio (1971)
- The Trackers – film TV (1971)
- Missione Impossibile (Mission: Impossible) – serie TV, 1 episodio (1972)
- Mod Squad, i ragazzi di Greer (The Mod Squad) – serie TV, 4 episodi (1968-1972)
- Ironside – serie TV, 1 episodio (1972)
- I nuovi medici (The Bold Ones: The New Doctors) – serie TV, 1 episodio (1972)
- Medical Center – serie TV, 1 episodio (1972)
- NBC Children's Theatre – serie TV, 1 episodio (1973)
- Difesa a oltranza (Owen Marshall: Counselor at Law) – serie TV, 1 episodio (1973)
- Kung Fu – serie TV, 1 episodio (1973)
- Murdock's Gang – film TV (1973)
- Love, American Style – serie TV, 3 episodi (1971-1973)
- Griff – serie TV, 1 episodio (1973)
- Gunsmoke – serie TV, 6 episodio (1967-1973)
- I Superamici (Super Friends) -  serie TV - voce, 11 episodi (1973)
- Cry Panic – film TV (1974)
- F.B.I. (The F.B.I.) – serie TV, 2 episodi (1972-1974)
- Arriva l'elicottero (Chopper One) – serie TV, 1 episodio (1974)
- ABC Afterschool Specials – serie TV, 1 episodio (1974)
- Jerry – film TV (1974)
- Devlin – serie TV - voce, 1 episodio (1974)
- 24 dicembre 1975 – film TV (1974)
- Il pianeta delle scimmie (Planet of the Apes) – serie TV, 1 episodio (1974)
- Mannix – serie TV, 2 episodi (1970-1974)
- Marcus Welby (Marcus Welby, M.D.) – serie TV, 1 episodio (1974)
- Apple's Way – serie TV, 1 episodio (1974)
- Il cacciatore (The Manhunter) – serie TV, 1 episodio (1974)
- The Honorable Sam Houston – film TV (1975)
- Cannon – serie TV, 3 episodio (1971-1975)
- A tutte le auto della polizia (The Rookies) – serie TV, 2 episodi (1973-1975)
- Le strade di San Francisco (The Streets of San Francisco) – serie TV, 4 episodi (1972-1975)
- Adam-12 – serie TV, 2 episodi  (1973-1975)
- Kojak – serie TV, 1 episodio (1975)
- Bronk – serie TV, 1 episodio (1976)
- Fay – serie TV, 5 episodi (1975-1976)
- Baretta – serie TV, 1 episodio  (1976)
- McMillan e signora (McMillan & Wife) – serie TV, 1 episodio (1976)
- Electra Woman and Dyna Girl – serie TV, 7 episodi (1976)
- The Krofft Supershow – serie TV, 1 episodio (1976-1977)
- Mary Hartman, Mary Hartman – serie TV, 7 episodi (1976-1977)
- Squadra Most Wanted (Most Wanted) – serie TV, 1 episodio (1977)
- Agente speciale Hunter (Hunter) – serie TV, 1 episodio (1977)
- Quincy (Quincy, M.E.) – serie TV, 1 episodio (1977)
- Young Dan'l Boone – serie TV, 1 episodio (1977)
- Alice – serie TV, 2 episodi (1976-1977)
- The All-New Super Friends Hour – serie TV, 6 episodi (1977)
- The Plant Family – film TV (1978)
- Switch – serie TV, 1 episodio (1978)
- Ring of Passion – film TV (1978)
- I ragazzi del sabato sera (Welcome Back, Kotter) – serie TV, 1 episodio (1978)
- What Really Happened to the Class of '65? – serie TV, 1 episodio (1978)
- Operazione sottoveste (Operation Petticoat) – serie TV, 3 episodi (1977-1978)
- Dallas – serie TV, 1 episodio  (1978)
- La famiglia Bradford (Eight Is Enough) – serie TV, 1 episodio (1978)
- Agenzia Rockford (The Rockford Files) – serie TV, 1 episodio (1978)
- Starsky & Hutch – serie TV, 1 episodio (1978)
- Barnaby Jones – serie TV, 1 episodio (1974-1979)
- David Cassidy - Man Undercover – serie TV, 1 episodio (1979)
- No Other Love – film TV (1979)
- Giorno per giorno (One Day at the Time) – serie TV, 1 episodio (1979)
- Samurai – film TV (1979)
- Vega$ – serie TV, 2 episodio (1979)
- California Fever – serie TV, 1 episodio (1979)
- Hazzard (The Dukes of Hazzard) – serie TV, 2 episodi (1979)
- Stone – serie TV, 1 episodio (1980)
- Love Boat (The Love Boat) – serie TV, 1 episodio (1980)
- Flamingo Road – serie TV, 1 episodio (1980)
- Charlie's Angels – serie TV, 3 episodi (1977-1981)
- Nero Wolfe – serie TV, 1 episodio (1981)
- Codice rosso fuoco (Code Red) – serie TV, 1 episodio (1981)
- Fantasilandia (Fantasy Island) – serie TV, 2 episodi (1979-1981)
- L'albero delle mele (The Facts of Life) – serie TV, 1 episodio (1982)
- Desperate Lives – film TV (1982)
- Trapper John (Trapper John, M.D.) – serie TV, 1 episodio (1982)
- Professione pericolo (The Fall Guy) – serie TV, 2 episodi (1982-1983)
- Ralph supermaxieroe (The Greatest American Hero) – serie TV, 1 episodio (1983)
- Falcon Crest – serie TV, 3 episodio (1983)
- Webster – serie TV, 1 episodio (1983)
- A-Team (The A-Team) – serie TV, 2 episodi (1983)
- Hardcastle e McCormick (Hardcastle and McCormick) – serie TV, 1 episodio (1984)
- Matt Houston – serie TV, 3 episodi (1983-1985)
- California Girls – film TV (1985)
- Cuore di campione (Heart of a Champion: The Ray Mancini Story) – film TV (1985)
- Hill Street giorno e notte (Hill Street Blues) – serie TV, 1 episodio (1985)
- Il mio amico Ricky (Silver Spoons) – serie TV, 1 episodio (1985)
- Crazy Like a Fox – serie TV, 1 episodio (1986)
- Hunter – serie TV, 3 episodi  (1985-1986)
- Dynasty – serie TV, 2 episodi  (1984-1986)
- Troppo forte! (Sledge Hammer!) – serie TV, 1 episodio (1986)
- Super Vicky (Small Wonder) – serie TV, 1 episodio (1986)
- Capitol – serie TV, 1 episodio  (1986-1987)
- Destination America – film TV  (1987)
- Hooperman – serie TV, 1 episodio (1987)
- Delitto a Chinatown (The Chinatown Murders: Man Against the Mob), regia di Michael Pressman – film TV  (1988)
- New York New York (Cagney & Lacey) – serie TV, 1 episodio (1988)
- Lady Mobster – film TV (1988)
- La signora in giallo (Murder, She Wrote) – serie TV, episodi 2x14-5x03 (1986-1988)
- TV 101 – serie TV, 1 episodio  (1989)
- Indagini pericolose (Bodies of Evidence) – serie TV, 1 episodio (1992)
- I Rugrats (Rugrats) – serie TV - voce, 1 episodio (1997)
- Tracey Takes On... – serie TV, 1 episodio (1998)
- JAG - Avvocati in divisa (JAG) – serie TV, 1 episodio (2002)
- Night of the Wolf – film TV (2002)
- Like Family – serie TV, 1 episodio (2003)
- Detective, regia di David S. Cass Sr. – film TV (2005)
- Our House – film TV (2006)

### Doppiatore
- La spada nella roccia (The Sword in the Stone), regia di Wolfgang Reitherman (1963)
- Transformers - The Movie (The Transformers: The Movie), regia di Nelson Shin (1986)

## Doppiatori italiani
Nelle versioni in italiano delle opere in cui ha recitato, Norman Alden è stato doppiato da:
- Arturo Dominici in La brigata del diavolo, Quel fantastico assalto alla banca, Starsky & Hutch
- Pino Locchi in Ritorno al futuro
- Renato Turi in Lo sport preferito dall'uomo
- Luigi Vannucchi in Tora! Tora! Tora!
- Luciano De Ambrosis in La famiglia Bradford
- Michele Kalamera in Dallas
- Giorgio Bandiera in La signora in giallo
- Alessandro Sperlì in Charlie's Angels (ep. 2x12)
- Daniele Tedeschi in Charlie's Angels (ep. 4x18)
- Renato Mori in Charlie's Angels (ep. 5x09)
- Glauco Onorato in L'uomo del confine
- Dario De Grassi in Ed Wood

Da doppiatore è sostituito da:
- Pino Locchi in La spada nella roccia
- Pietro Ubaldi in I Superamici